# Фока
Фока́ (грец. Φωκάς, помер 610) — візантійський імператор між 602 та 610, який захопив трон у імператора Маврикія. Його самого скинув Іраклій внаслідок громадянської війни.

## Ранні роки
Майже нічого невідомо з раннього життя Фоки, хоча він, можливо, був уродженцем Фракії. Розпочав службу конюшим у магістра Пріска. Проте згідно «Життя Феодора Сікеонського» Фока як і його вітчим Сергій були патрикіями. З огляду на це ймовірно належали до знаті або шляхти.
20 років з бл. 580 року служив у війську, дослужившись до звання гекатонтарха (сотника). До 600 року він був офіцером середньої ланки в римській армії (за різними версіями мерархом (очільником мери — 1 тис. вояків) або дуксом), що була на Балканах, і, очевидно, був лідером проміж соратників. Він увійшов до складу делегації, посланої армією 598 року до Константинополя, щоб представити скарги уряду. Авари завдали поразки Візантії при Дризипері і, взявши багато полонених, вимагали викупу. Маврикій відмовився сплатити й усі полонені були убиті, що приголомшило армію. Скарги делегацій були відхилені і, згідно з декількома джерелами, Фока безпосередньо отримав ляпасів і був принижений придворними посадовими особами.

## Захоплення влади
602 року, викликавши заворушення в легіонах реформами, що мали скоротити витрати на армію, Маврикій наказав Балканській армії, яка проводила кампанію проти аварів, зимувати на північному березі Дунаю. Ця місцевість була за межами захисної системи Дунаю. Армія майже негайно повстала і пішла на столицю з Фокою на чолі. Спочатку виникла ідея поставити імператором Петра, військового магістра Фракії, що був братом Маврикія. Але той відомовився та втік до Константинополя.
Протягом місяця уряд Маврикія впав, імператор утік зі столиці. В цей час венети (партія іподрому) запропонувала трон спочатку Герману, свату Маврикія, а потім сину останнього Феодосію. Але прасини («зелена» партія), що ще з часів повстання Ніка була налаштована проти династії Юстиніана, відкрила брами в Константинополі й вітала Фоку як імператора. Патріарх Кіріак II втік до Евдому. Маврикія і його п'ятьох синів (Феодосія, Тиберія, Петра, Юстина і Юстиніана) було вбито.

## Внутрішня політика. Відносини з папством

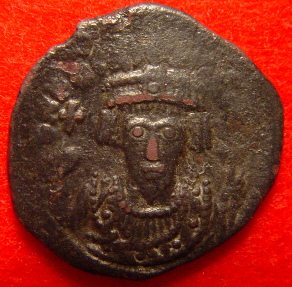
Фока на монеті

Обрання Фоки імператором мешканці Константинополя зустріли із захопленням. Вочевидь вони й справді чекали на «народного володаря», який покарає усіх визискувачів і встановить справедливість. На третій день після сходження на престол Фока урочисто в'їхав до столиці на білій колісниці і попрямував до імператорського палацу, кидаючи у натовп золоті монети.
Вояки отримали традиційні «подарунки», інші піддані — податкові полегшення і списання заборгованостей. А ось від знаті Фока одразу дистанціювався. Попри те, що чимало сановників поквапилися якнайшвидше «перефарбуватися». Подейкували, що зять Маврикія Філіппік, підлещуючись до нового володаря навіть сказав, що його тесть «сам винен у тому, що сталося». Заскочений Фока лише зауважив, що навряд чи зможе стати справжнім другом той, хто не зміг бути гарним зятем, і присоромлений Філіппік змушений був піти з палацу та згодом став ченцем.
Окрім роздач грошей із скарбниці жодної позитивної програми в «народного імператора» не було. Тому вже невдовзі він зосередився на розправах з попередниками. А коли ті «закінчилися» — з представниками знаті загалом. Мало не кожного дня когось позбавляли сану чи майна, страчували, кидали до в'язниці чи відправляли у заслання. За когось встигали заступитися церковні ієрархи, але це не рятувало «відмолених» від покарання під час наступної хвилі репресій.

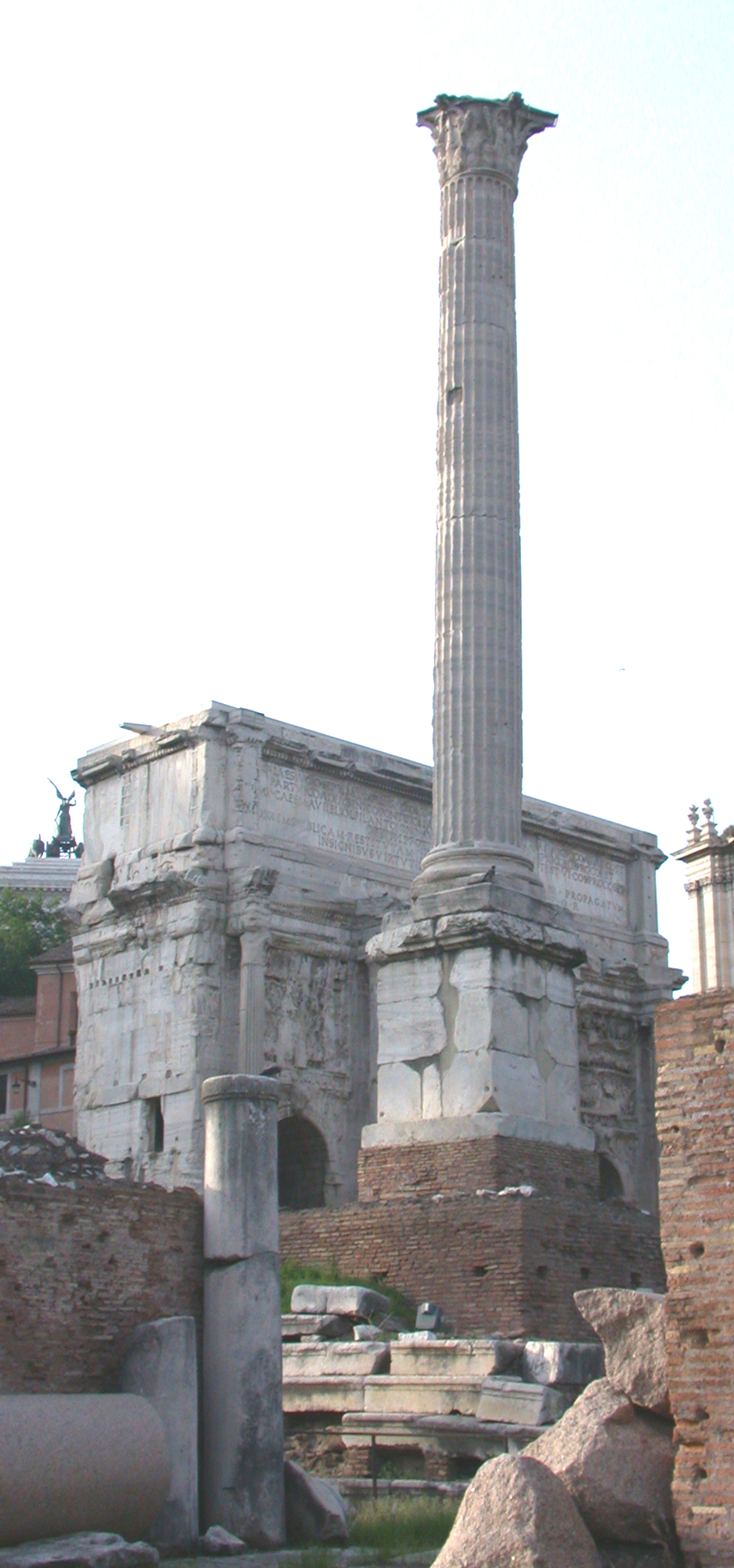
Колона Фоки, Рим

Фока щиро вважав себе вірним православної церкви і навіть її палким захисником — звісно, у власному розумінні цього слова. Саме тому він нещадно переслідував тих, кого вважав ворогом «істинної віри» — насамперед монофізитів та юдеїв, погроми яких імператор заохочував. Водночас, новий володар замирився з папством і навіть переконав константинопольського патріарха надалі не використовувати титул «вселенського».
Папа Григорій I Великий був настільки вражений поступливістю Фоки, що не шкодував слів вдячності, називаючи нового візантійського володаря «перстом божим» і виславляючи його в своїх промовах та листах. А вже після смерті Григорія, один з його наступників отримав від імператора послання, в якому той визнав верховенство пап над іншими християнськими церквами. Після того на римському форумі була встановлена колона з позолоченою статуєю Фоки на горі і посвятою імператору. Ця колона стала останнім імперським пам'ятником, зведеним у Римському форумі.

## Війни
Саме під час царювання Фоки традиційні межі Східної Римської імперії почали руйнуватися. Балкани були протягом декількох років предметом набігів аварів і слов'ян. З ліквідацією армії на Дунаї ці напади загострилися, а ворожі війська доходили до Афін. На сході ситуація була дуже тяжкою. Перський цар Хосров II отримував допомогу від Маврикія в ході громадянської війни в Персії. Тепер він використовував смерть свого колишнього покровителя як привід для того, щоб розірвати договір з імперією. Він прийняв при дворі особу, що претендувала бути Феодосієм, сином Маврикія. Хосров II організував коронацію претендента і зажадав, щоб візантійці прийняли його як імператора. Він також скористався труднощами в римській армії, прийшовши на допомогу римському генералу Нарсесу, який відмовився визнавати Фоку, і був обложений військами, вірними імператорові, на чолі із братом Фоки — Коментіолом. Ця експедиція була частиною війни на виснаження, розв'язаної проти візантійських фортець у північній Месопотамії, і приблизно 607 року Персія почала контролювати Євфрат.

## Повстання
У 608 році екзарх Африки і його син, обоє Іраклії, почали повстання проти Фоки. Фока відповів стратами. Серед страчених були колишня імператриця Константина і три її дочки. Микита, племінник старшого Іраклія, почав вторгнення до Єгипту; молодший Іраклій з військом вирушив у плавання на захід через Сицилію і Кіпр. З початком громадянської війни розпочалися серйозні хвилювання в Сирії і Палестині; Фока послав свого генерала Боносуса для придушення безладів і відвоювання Єгипту. Боносус обійшовся зі східними містами так суворо, що його жорстокість пам'ятали століття опісля. Він взяв майже всю східну армію до Єгипту, де він після тяжких боїв програв Микиті. Перси скористалися цим конфліктом і окупували значну частину східних провінцій і навіть почали проникати в Анатолію.

## Втрата влади і смерть
610 року молодший Іраклій досяг околиці Константинополя, і більшість військ, вірних Фоці, були розбиті або втекли. Багато відомих візантійських аристократів вийшли назустріч Іраклію і домовилися про коронування його імператором. Коли Іраклій досяг столиці, еліта імперської гвардії, очолювана зятем Фоки Пріском, дезертирувала до Іраклія, і він увійшов до міста безперешкодно. Фоку спіймали і привели до Іраклія, який запитав: «І це так ти правив, негіднику»? Фока відповів: «А чи будеш ти правити краще?» Обурений Іраклій особисто вбив Фоку і обезголовив на місці. Тіло Фоки було знівечене, виставлене напоказ і спалене.